# Gare de Grenoble
Gare de Grenoble vasútállomás Franciaországban, Grenoble településen.

## Vasútvonalak
Az állomást az alábbi vasútvonalak érintik:
- Lyon-Perrache-Grenoble-Marseille-vasútvonal
- Grenoble–Montmélian-vasútvonal

## Kapcsolódó állomások
A vasútállomáshoz az alábbi állomások vannak a legközelebb:
- Gare d’Échirolles (Gare de Montmélian, Grenoble–Montmélian-vasútvonal)
- Gare de Pont-de-Claix (Gare de Marseille-Saint-Charles, Ligne des Alpes)
- Gare de Saint-Égrève-Saint-Robert (Lyon-Perrache pályaudvar, Lyon-Perrache-Grenoble-Marseille-vasútvonal)
- Gare de Voiron